# Quinta (urbanismo)

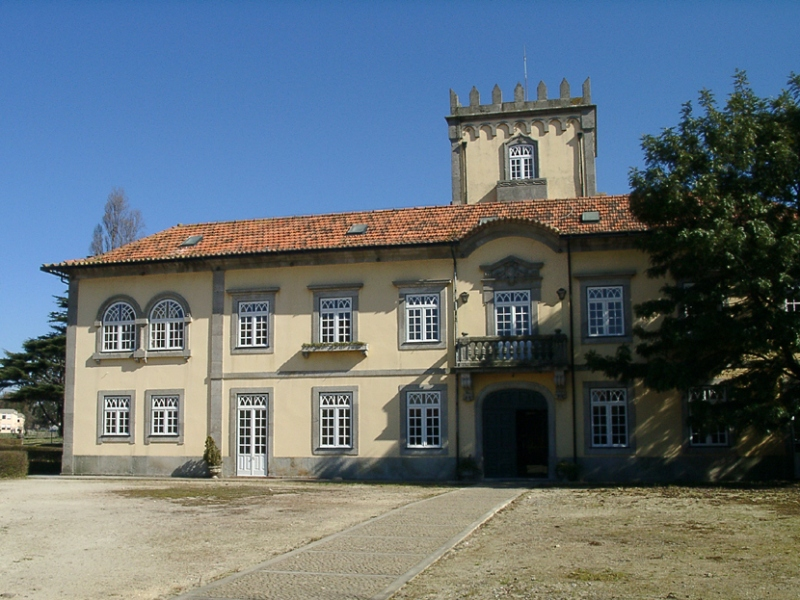
Palacio de la Quinta de São Gens en Matosinhos (Portugal).

Quinta (del latín: quintus, «quinto») o quinta de recreo, en el contexto urbanístico, presenta distintos significados según la región o el país, aunque siempre en relación con bienes inmuebles. Inicialmente designaba «la quinta parte de la producción» que el arrendatario (llamado quintero) entregaba al dueño de una finca; pero más tarde se aplicó la denominación de quinta a esa misma finca rústica, incluyendo sus palacios o casas solariegas, parques y granjas.

## En el mundo hispano

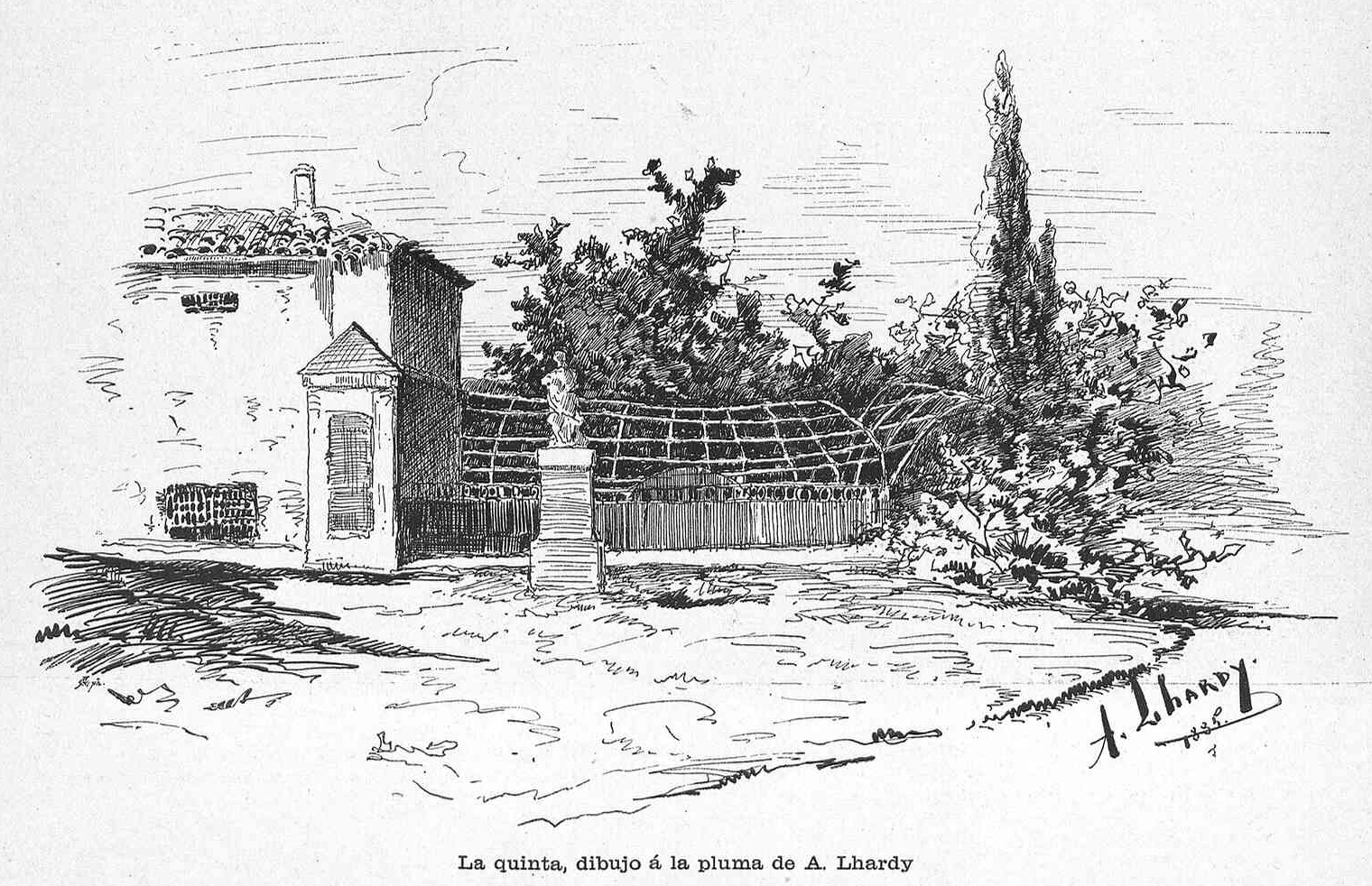
«La quinta». Dibujo de Agustín Lhardy.

### En Chile, Argentina, Colombia, Ecuador, Paraguay y Uruguay
Inicialmente, ya en el siglo XVI el término quinta aludía a la quinta fracción de terreno que un adelantado, como representante de la corona, adjudicaba a un nuevo vecino español o mancebo de la tierra; estas «quintas» pasaron a ser huertas con alguna vivienda adjunta. Tales huertas quintas servían para aprovisionar a una villa (con el significado de ciudad), aprovisionamiento que incluía frecuentemente la producción de vinos como el de La Costa.

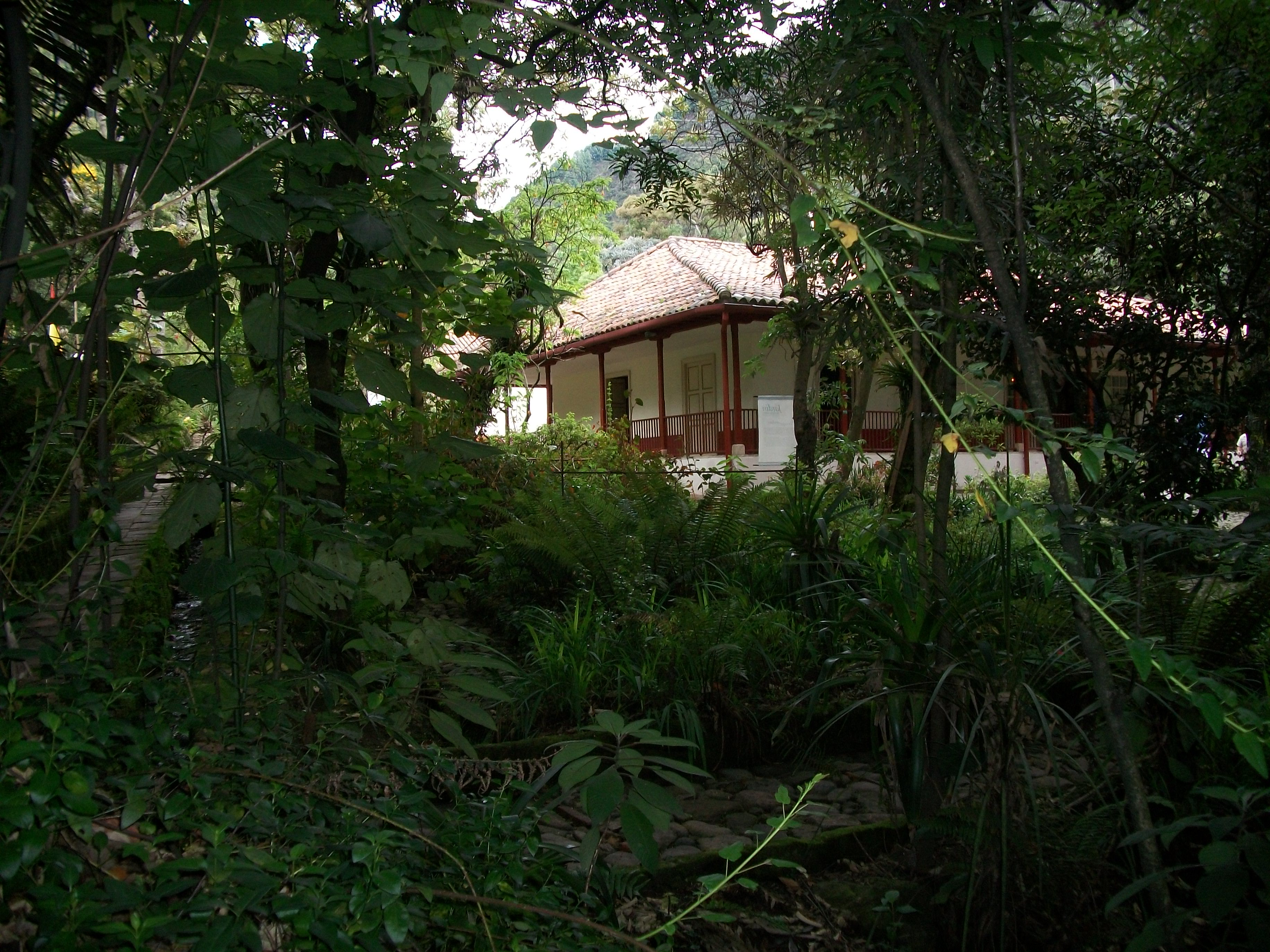
Quinta de Bolívar en Colombia.

Entre los comedios de los siglos diecinueve y veinte el significado de quinta fue mutando en la región rioplatense, así si aún en las postrimerías de la década de 1960 se podía hablar de «quintas» refiriéndose a parcelas suburbanas en las que existía alguna producción agrícola o pecuaria, ya desde ese entonces predomina la significación de una finca en las proximidades de una ciudad grande. 
De tal modo en Argentina, Paraguay y Uruguay se utiliza la denominación «quinta» o «casa-quinta» para referirse a un tipo de propiedad destinada generalmente a pasar los fines de semana o los períodos vacacionales no muy lejos de las grandes urbes. Las casas quintas suelen estar conformadas por uno o más chalets dentro de una extensión considerable de terreno ajardinado con parque y huerta, y que frecuentemente incluye una piscina, e incluso espacio para practicar deportes (tenis, vóley, fútbol), así como un quincho y parrillas para hacer asados, y en ocasiones dependencias para el personal y sala de máquinas.
En un ámbito más popular, el término «quinta» puede usarse para denominar una pequeña parcela de terreno o huerta donde se cultivan frutales u hortalizas, a veces formando parte de una propiedad o vivienda, aunque ésta se encuentre en una ciudad.

### En Cuba
Puede servir como modelo la Quinta de los Molinos de La Habana, residencia de los Capitanes Generales durante el período colonial

### En Chile
En Chile, la «casaquinta» es un concepto muy parecido al usado en Argentina y Uruguay. De origen colonial (siglo XVII), alude a una propiedad de al menos una o dos hectáreas rodeada de altos muros por sus cuatro costados, parte de los cuales son estructurales para la vivienda principal. La casaquinta española se compone de uno o dos patios interiores cerrados rectangulares, un patio principal para los dueños y un patio secundario destinado a la servidumbre, a través de él se pasaba a un sector destinado a la agricultura de árboles frutales y el esparcimiento.  Colindante a la casaquinta estaba la parcela, fundo o chacra destinado al pastoreo.

### En México
En México, una quinta es una propiedad con vivienda que se utiliza como casa de descanso, pues se ubicaban en las zonas rurales cercanas a las poblaciones urbanas. Pueden o no tener una huerta o una pequeña parcela agrícola.

### En Perú
En el Perú, se define como quinta al conjunto de viviendas edificadas sobre lotes de uso exclusivo, con acceso por un espacio común o directamente desde la vía pública. Así se encuentra en el texto del Reglamento Nacional de Edificaciones, Norma G.040 Definiciones, publicado en 8 de junio de 2006 en la separata de Normas Legales del diario oficial El Peruano.
El tratamiento legal de las quintas exige que, al momento de convertir un inmueble matriz en una quinta, mediante la subdivisión del mismo, se apruebe el Reglamento Interno de propiedad exclusiva y propiedad común (o independización y copropiedad), según lo establece el artículo 42 del Reglamento de Inscripciones del Registro de Predios (Resolución del Superintendente Nacional de los Registros Públicos N.º 248-2008-SUNARP-SN.
En el departamento de Arequipa se denomina «quinta» teniendo en cuenta el concepto de Argentina y Uruguay, siendo muchas de ellas de gran valor histórico, además de nombrarse según el apellido de la familia que la poseía. Entre las más importantes están:
- La Quinta de Tirado, lugar donde se conspiró durante el periodo independentista;
- La Quinta Landázurí, donde fue capturado el general venezolano José Trinidad Morán, durante la guerra entre caudillos peruanos del siglo XIX;
- La Quinta Tristán, donde durante la guerra que sostuvo la Confederación Perú-Boliviana, se llevaron a cabo reuniones que culminaron con el Tratado de Paucarpata, entre otras.

### En República Dominicana y Venezuela
En la República Dominicana y en Venezuela se denominan quintas inmobiliarias a las viviendas de lujo, equivalentes a los chalets en España.

## En España

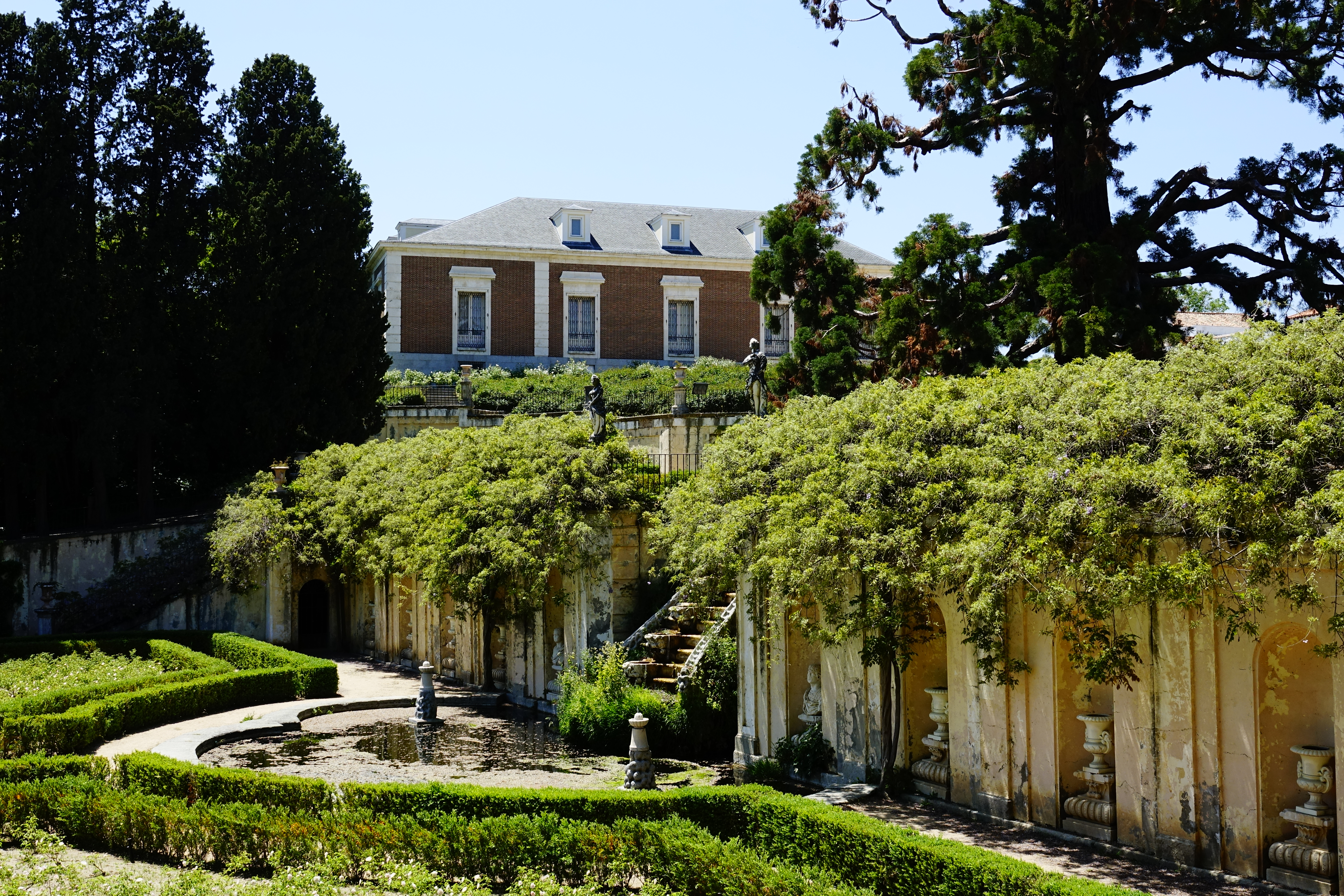
Vista parcial de la Quinta del Duque del Arco, también conocida como Quinta del Pardo, en Madrid.

Las primitivas quintas de recreo en la península ibérica, algunas de ellas aun conservadas, tuvieron su origen en las instalaciones en fincas rústicas desarrolladas por familias aristocráticas o de la alta burguesía, como las construidas en los alrededores de Madrid después de que, en la segunda mitad del siglo xvi, Felipe II instalase en aquella villa su corte permanente. Su uso mezclaba, a imagen y semejanza de los sitios reales de los monarcas españoles, aunque a una escala menor, los espacios de recreo o descanso y retiro, con someras plantaciones, pequeños parques y explotaciones agrícolas, extendiéndose hasta finales del siglo XIX.
En España, una quinta, como casa de campo utilizada para fines vacacionales o de retiro, se diferencia de una finca, como terreno delimitado, bien en áreas urbanas o rurales.

## En Portugal

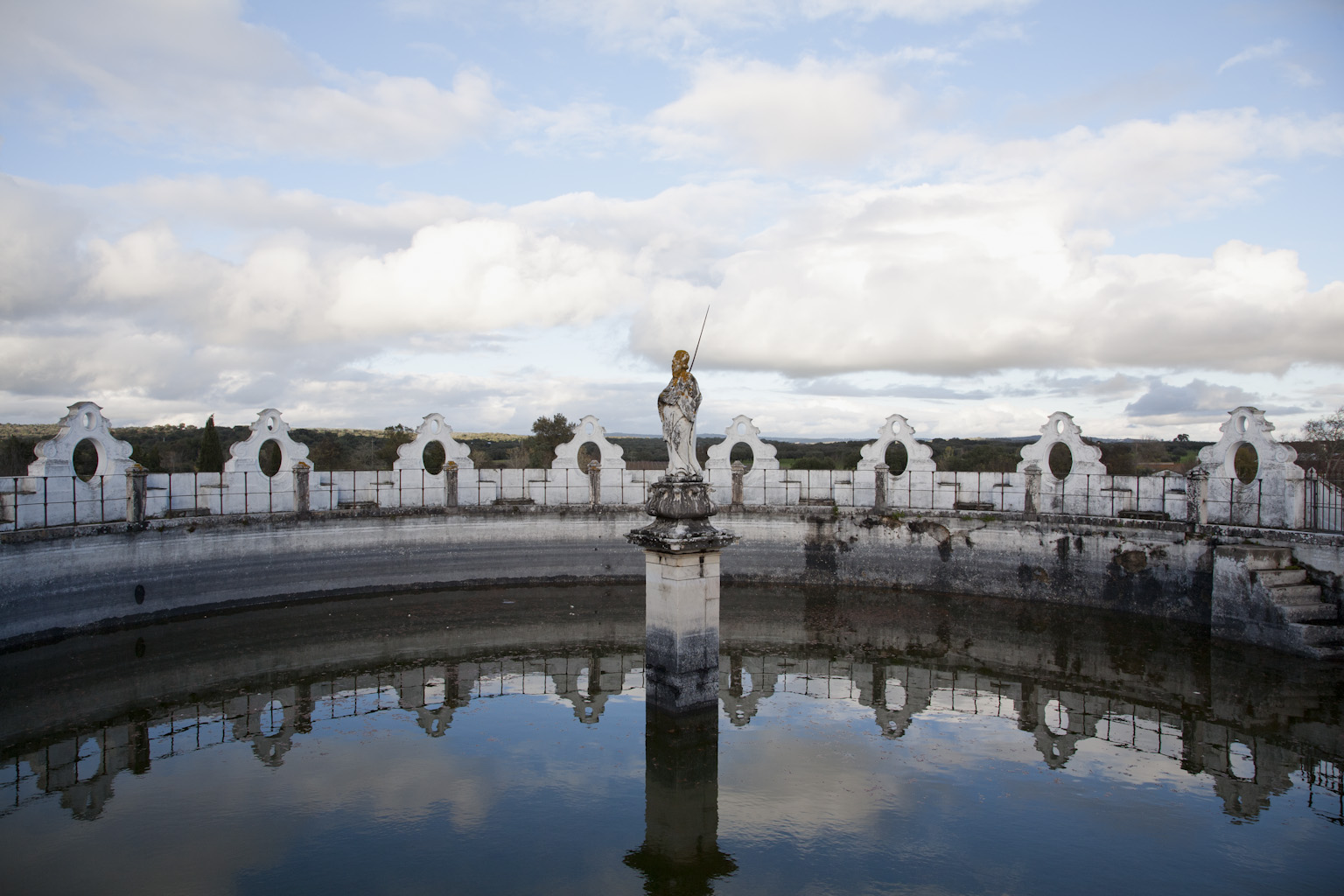
Gran alberca de la Quinta do Paço de Valverde, en 2012.

Entre las numerosas fincas que de este tipo pueden encontrarse en Portugal, pueden citarse, por ejemplo: Quinta de los Azulejos (Lisboa), Quinta da Aveleda, Quinta da Campaínha, Quinta da Fonte (Albergaria-a-Velha), Quinta de São José (Sacavém, Quinta das Freiras, Quinta de Santa Comba, Quinta da Regaleira, Quinta do Paço de Valverde, Quinta dos Loridos, Quinta da Pia y en especial, por su valor histórico, la quinta de la Casa Grande (en Pinhel).